# دوه‌تاشی (دمیراوزو)
دوه‌تاشی (به ترکی استانبولی: Devetaşı، به کردی:  Îşxinsor) یک منطقهٔ مسکونی در ترکیه است که در دمیراوزو واقع شده‌است. دوه‌تاشی ۱۴۰ نفر جمعیت دارد.